# Национальный центр современных искусств Республики Беларусь
Национальный центр современных искусств Республики Беларусь (НЦСИ) — государственное учреждение культуры смешанного типа, задача которого — вести активную деятельность, направленную на развитие и популяризацию современного искусства, его интеграцию в мировой художественный контекст, комплексное развитие и продвижение экспериментальных направлений в различных видах искусства. Расположен в городе Минске.

## История
Национальный центр современных искусств учреждён Постановлением Совета Министров Республики Беларусь от 1 октября 2015 г. «О создании государственного учреждения культуры смешанного типа „Национальный центр современных искусств Республики Беларусь“». НЦСИ был создан путем слияния государственного учреждения «Музей современного изобразительного искусства» (1997—2015) и государственного учреждения культуры «Творческие Мастерские „Центр Современных Искусств“» (2011—2015). В свою очередь, Музей современного изобразительного искусства был учреждён Постановлением Совета Министров Республики Беларусь от 13 июня 1997 г.. В 1997—2009 гг. директором музея являлся Шарангович Василий Петрович, народный художник Беларуси, профессор; в 2009—2015 гг. — Шарангович Наталья Васильевна, искусствовед. За время существования Музея современного изобразительного искусства его коллектив подготовил и осуществил многочисленные персональные, групповые и передвижные художественные выставки. Среди проектов музея: выставка молодых белорусских художников «БелАРТ.By» в Москве (2010, совместно c Белорусской государственной академией искусств (БГАИ); национальный павильон Республики Беларусь на 54-й Венецианской биеннале современного искусства (2011, совместно с БГАИ); специальные проекты на 4-й (2011) и 5-й (2013) Московских биеннале современного искусства; республиканская выставка современного изобразительного искусства «Avant-gARte: от квадрата к объекту» (2014, совместно с «Творческими Мастерскими „Центр Современных Искусств“»). Государственное учреждение культуры «Творческие Мастерские „Центр Современных Искусств“» было создано на основании приказа Министерства культуры Республики Беларусь от 08.04.2011 № 63. В 2011—2014 гг. директором организации являлся Альшевский Виктор Владимирович, художник, профессор; в 2014—2015 гг. — Шарангович Наталья Васильевна, искусствовед. Среди наиболее значимых проектов Центра: первая триеннале белорусского современного искусства (2012), республиканская выставка современного изобразительного искусства «Avant-gARte: от квадрата к объекту» (2014, совместно с Музеем современного изобразительного искусства). В 2014 г. коллектив Центра стал лауреатом специальной премии Президента Республики Беларусь деятелям искусства и культуры.
При создании Государственное учреждение смешанного типа «Национальный центр современных искусств Республики Беларусь» получило статус многофункциональной структуры, задача которой - вести активную деятельность, направленную на развитие и популяризацию современного искусства, его интеграцию в мировой художественный контекст, комплексное развитие и продвижение экспериментальных направлений в различных видах искусства (изобразительном, театральном, музыкальном, дизайне, компьютерной графике и т.д.), знакомство зрителя с зарубежными образцами современного искусства. На сегодняшний день основными направлениями деятельности НЦСИ являются: проведение выставок и выставочных проектов; культурно-просветительская работа; научно-исследовательская и информационная деятельность; музейная работа - формирование коллекции современного белорусского и зарубежного искусств; международное сотрудничество. НЦСИ принимал активное участие в осуществлении специальных проектов на 56-й и 57-й Венецианских биеннале современного искусства (2015, 2017), являлся организатором и соорганизатором многочисленных художественных выставок, фестивалей, конкурсов, в том числе — Выставка современного искусства «Возвращение образа. К 130-летию Марка Шагала» (2017), Республиканский конкурс «Национальной премии в области изобразительного искусства» (2017, 2023), Триеннале молодых художников (2022), Международный фестиваль декоративно-прикладного искусства «ТекСтильный букет» (2019,2020,2021,2022,2023,2024,2025).

## Руководство
НЦСИ подчиняется Министерству культуры Республики Беларусь.
Директор:
- 2015—2017 гг. Шарангович Наталья Васильевна, искусствовед.
- С мая 2018 г. Криштапович Сергей Евгеньевич, художник.

## Здания
Национальный центр современных искусств Республики Беларусь имеет 2 площадки — в монументальном доме, построенном в стиле сталинского ампира на проспекте Независимости, 47, а также здание современной архитектуры на ул. Некрасова, 3. Общая площадь выставочных залов — 940,7 кв.м.

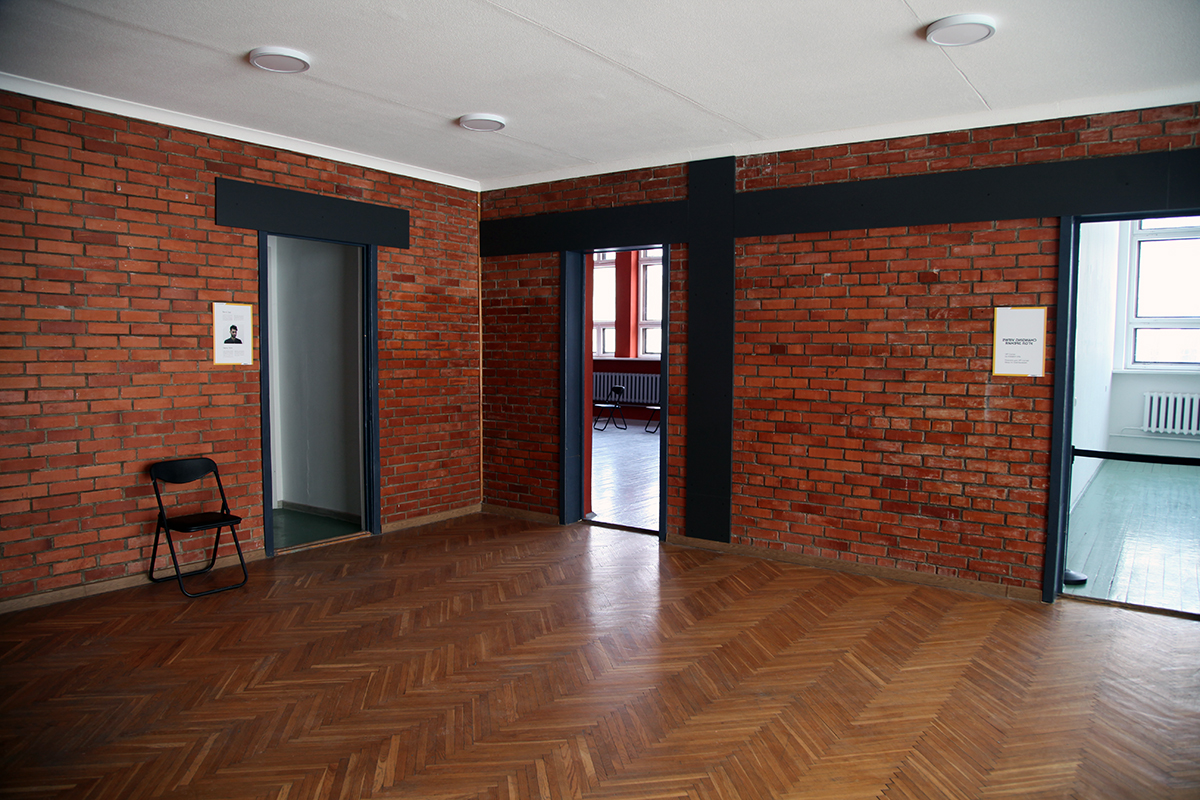
холл второго этажа, НЦСИ некрасова,3

Здание на ул. Некрасова,3 строилось специально для художников в начале 1980-х, архитектором выступил Зборовский Иосиф Абрамович. Здание выгодно отличается от своего ближайшего окружения. Треугольные выступы его крыши можно увидеть на логотипе НЦСИ.  В 1991 году мастерские стали называться «Творческие академические мастерские живописи, графики и скульптуры». На протяжении следующих 30 лет здание стало вторым домом для многих художников.
Основателем мастерских и их бессменным руководителем был знаменитый белорусский художник Михаил Андреевич Савицкий. Официально учреждение создавалось с целью развития национальной реалистической школы. На момент создания мастерских, учреждения такого типа были только в некоторых крупных городах бывшего СССР (Москва, Ленинград, Киев, Тбилиси, Баку, Казань, Рига, Фрунзе(Бишкек), Ташкент). Савицкий был не только основателем, но основным вдохновителем, для молодых художников, которые здесь стажировались. Бывшие ученики вспоминают, что Савицкий был чрезвычайно строг, и если и хвалил какие-то работы молодых художников, то для них это был праздник. Даже сейчас художники помнят, какие именно работы отмечал Савицкий. Мастерские являлись своего рода аспирантурой. Сюда принимали художников по окончании академии, т.е. уже с высшим художественным образованием. Как таковой вступительной системы не существовало, необходимо было только предоставить портфолио. Однако важную ролю играло и то, как художник зарекомендовал себя в академии. Стажировка длилась 3 года, а по окончании художник должен был предоставить отчётную работу. Часто это были реальные заказы. Например, скульптор Константин Костюченко начинал делать монумент «Врата памяти» для мемориального-комплекса Тростенец – в 2010 году эта работа победила на республиканском конкурсе центральных композиции «Тростенец».

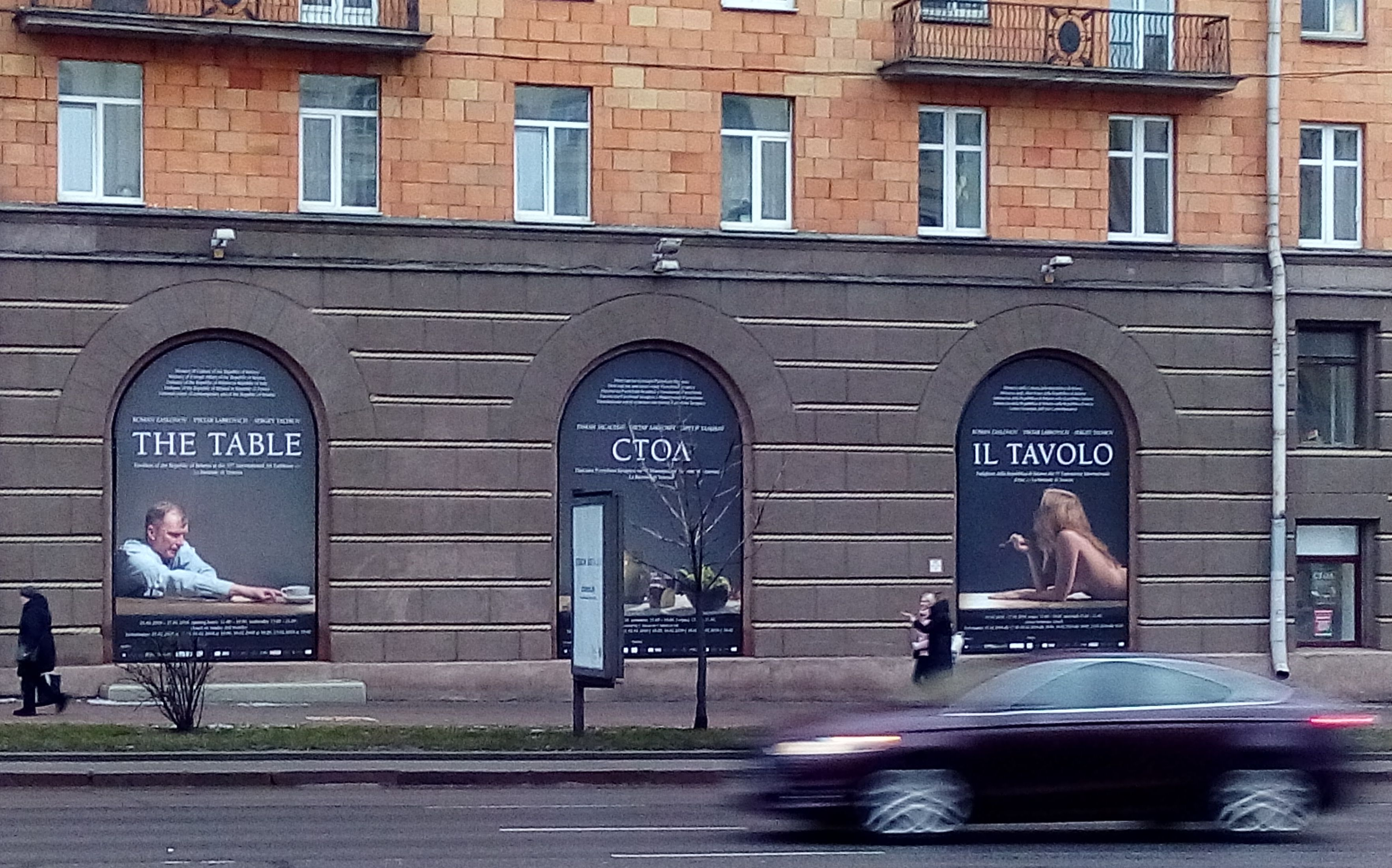
НЦСИ на пр-т Независимости, 47

Мастерские работали в трех направлениях. С начала основания здесь были только мастерские живописи. Со временем здесь появилась мастерская скульптуры, руководил которой Заир Азгур с 1988 года до 1995, а после его смерти – Лев Гумилевский. Появление мастерской графики связывают с именем Георгия Поплавского с 1988 года.
Всего за годы существования мастерских стажировку прошли более 120 молодых художников. В 2010 году Михаил Савицкий умер, после это мастерские просуществовали меньше года и были ликвидированы в 2011 году. В этом здании открылся Центр современных искусств под руководством Виктора Альшевского.

## Коллекция
Основа коллекции НЦСИ — произведения современного белорусского искусства. В настоящее время в музейное собрание учреждения представлено 4 936 произведениями, которые отражают творчество 892 белорусских и зарубежных художников ХХ — начала XXI веков (В.К. Цвирко, Л.Д. Щемелёва, Н.М. Селещука, В.А. Товстика, В.Ф. Шкарубо, В.И. Акулова, И.М. Басова, Л.В. Хоботова, М.А. Савицкого, Г.С. Ситницы, В.П. Слаука, В.С. Басалыги, Г.А. Горовой, К.В. Селиханова, А.А. Осташова и мн.др.), и образуют коллекции «Живопись», «Графика», «Скульптура», «Декоративно-прикладное искусство», «Фотография», «Плакат».

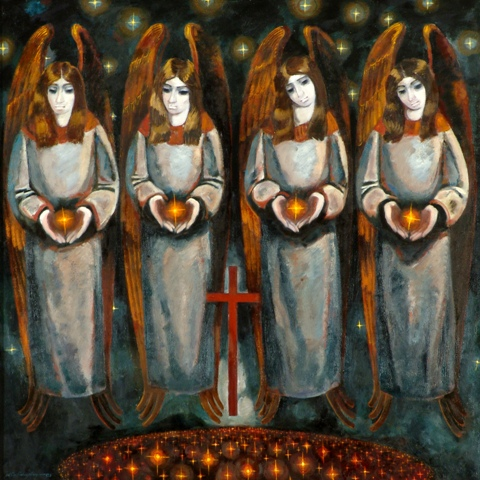
Михаил Андреевич Савицкий "Без вести пропавшие", 1990, холст, масло, 120х120 см.
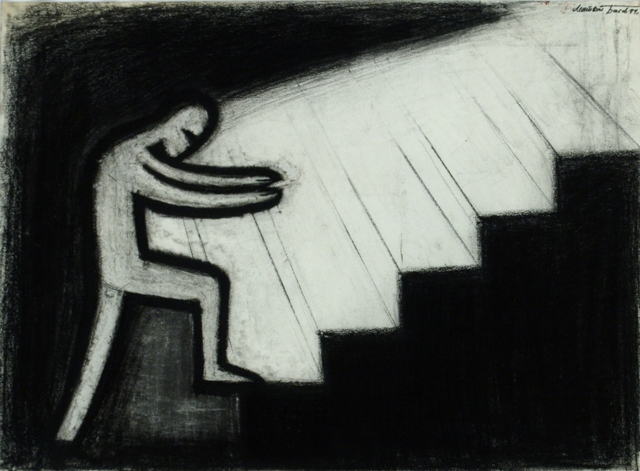
Матвей Израилевич Басов "К свету"; 1999; бумага; угольный карандаш; 76х56 см.
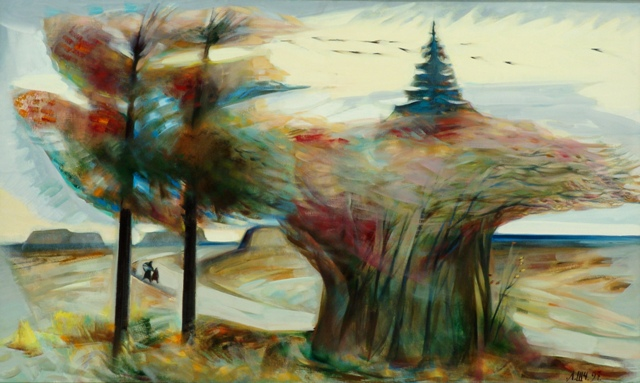
Леонид Дмитриевич Щемелёв "Ноябрь"; 1997, холст; масло; 88,5х147 см
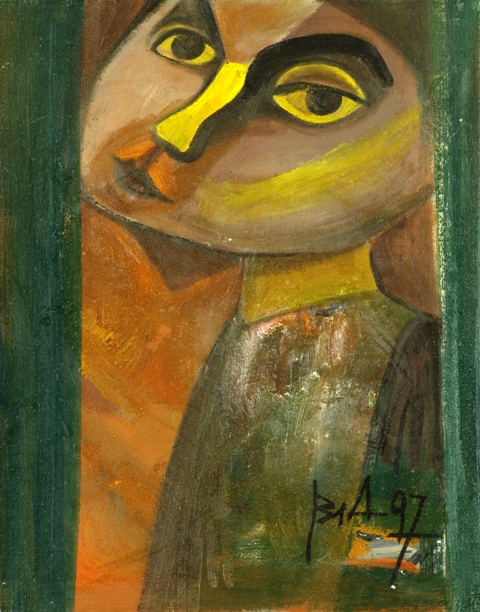
Владимир Иванович Акулов "Женский образ"; 1997; холст; масло; 62х48,5 см.

## Галерея

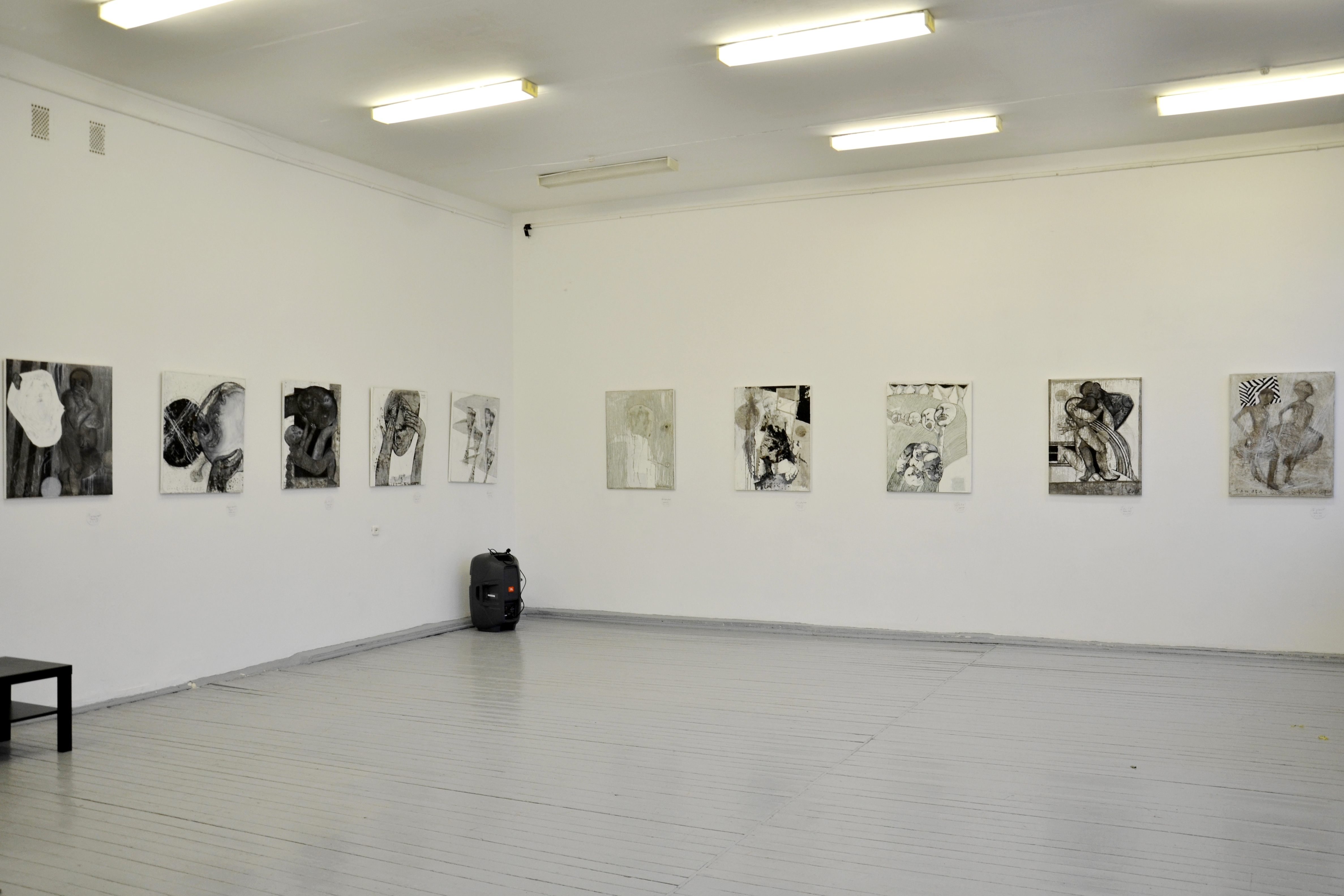
Открытие выставки Тамары Шелест «Bez Slou» (2015)
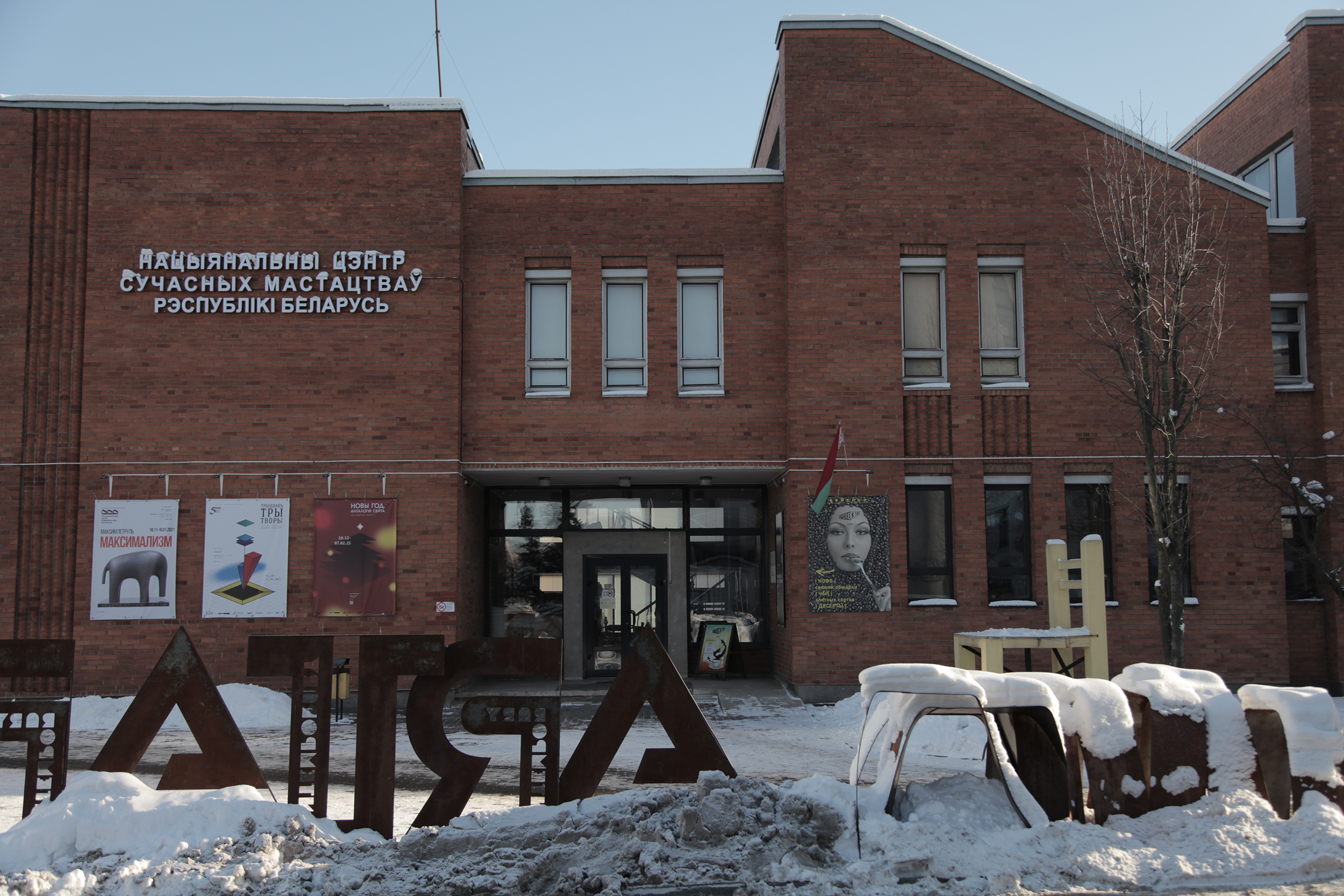
НЦСИ, ул. Некрасова, 3
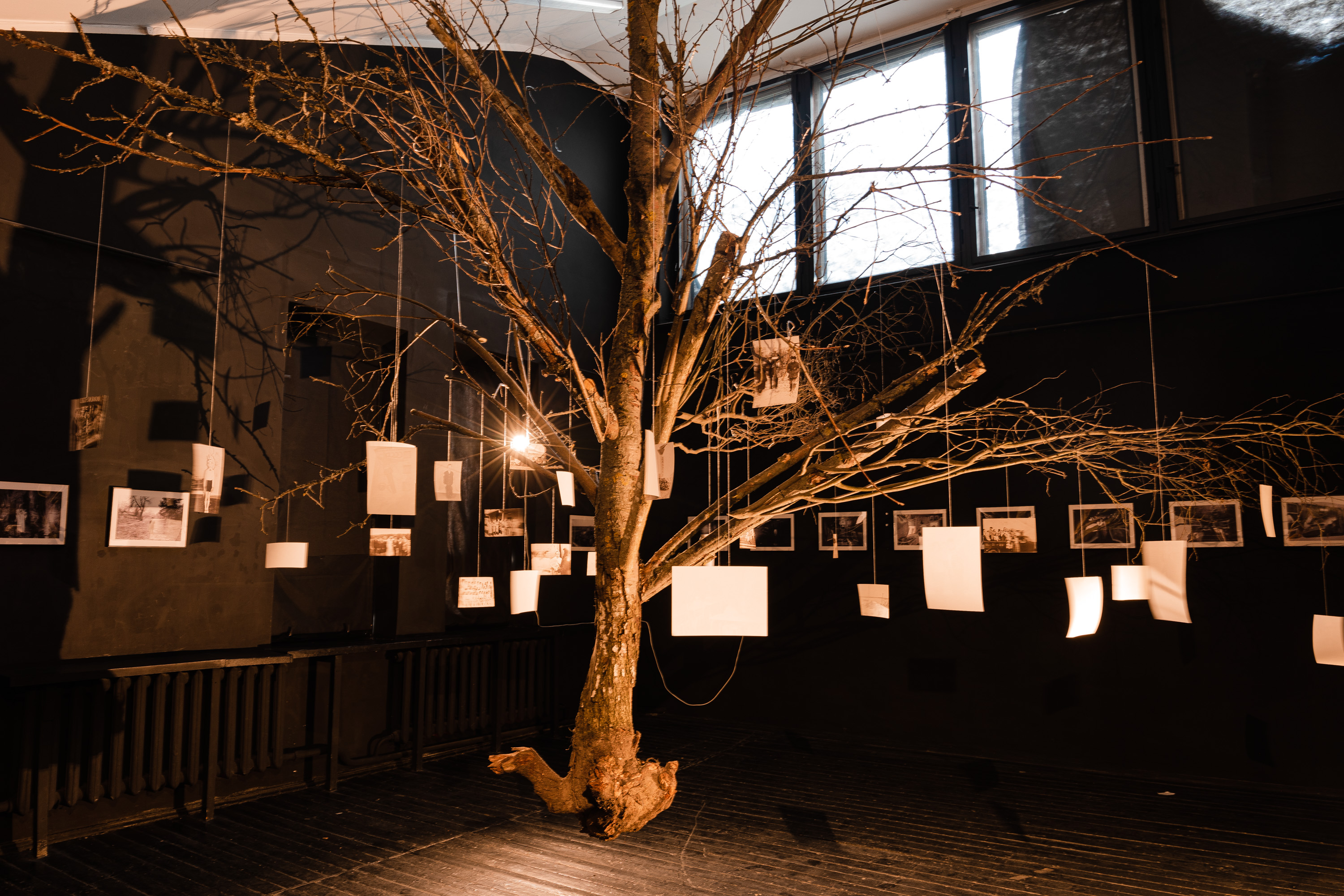
Международный выставочный проект "Чарнобыль. Эфект спячага" 26.03.2021 - 02.05.2021, НЦСИ, ул. Некрасова, 3
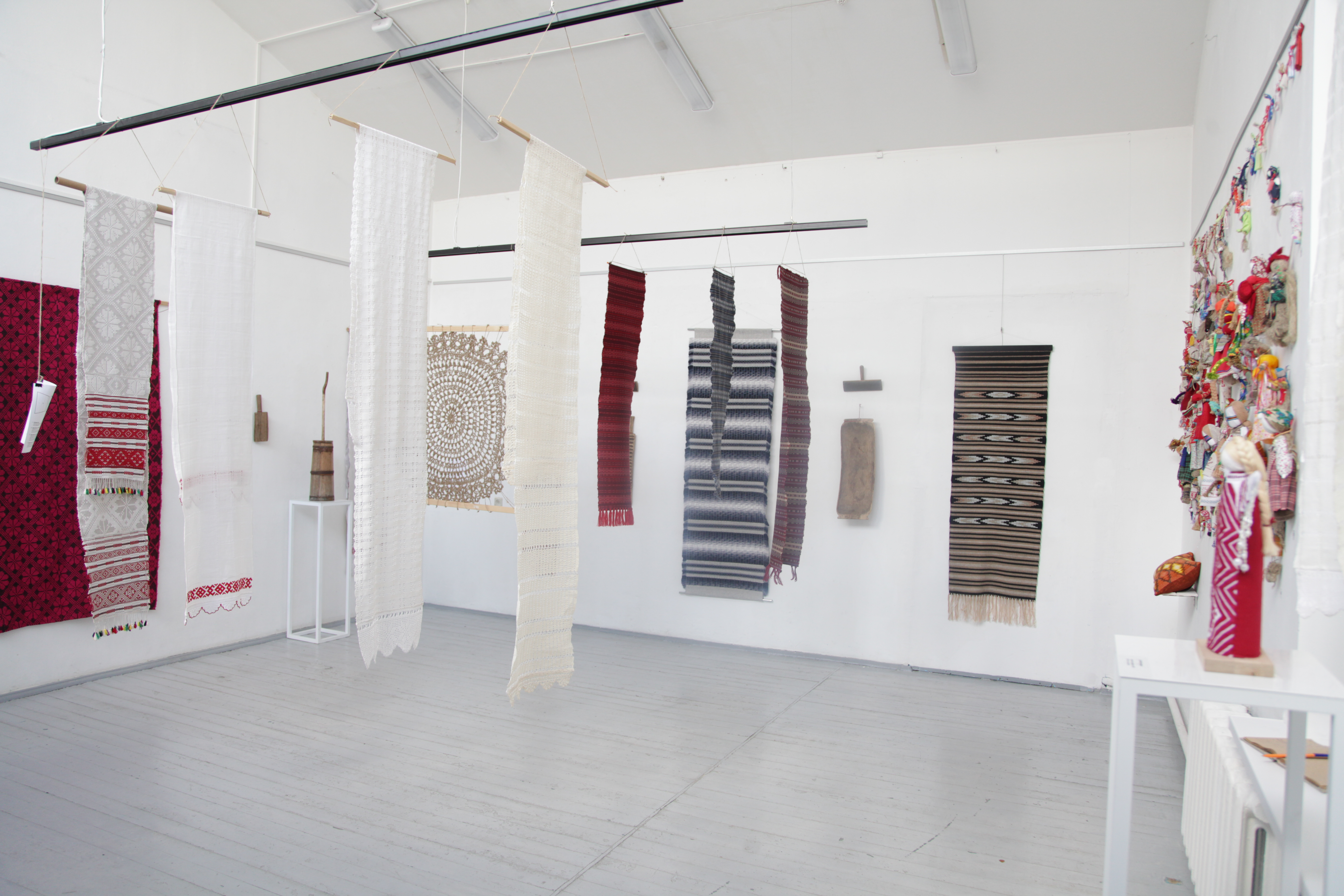
Выставка работ участников V международного фестиваля «ТекСтильный букет» 14.06.2023 - 30.07.2023, НЦСИ, ул. Некрасова, 3
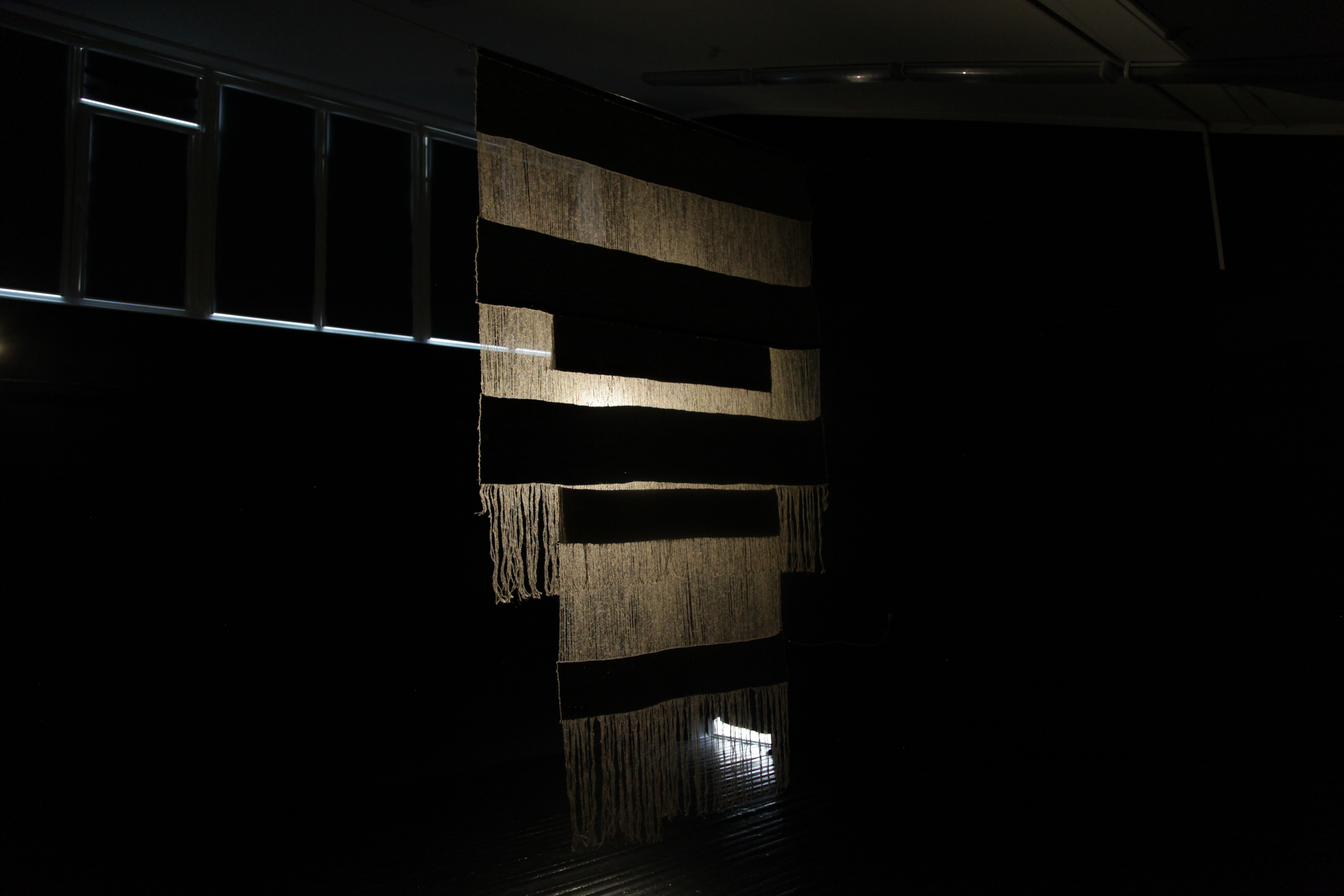
Выставка работ участников V международного фестиваля «ТекСтильный букет» 14.06.2023 - 30.07.2023, НЦСИ, ул. Некрасова, 3

## Деятельность
Произведения из собрания Национального центра современных искусств регулярно экспонируются на республиканских и международных художественных выставках. НЦСИ курирует работу белорусского павильона на Венецианской биеннале современного искусства, организовывает Триеннале современного искусства в Минске, а также семинары, лекции, дискуссии, кинопоказы, театральные постановки и мастер-классы.